# Revinge garnison
Revinge garnison är en garnison inom svenska Försvarsmakten som verkat i olika former sedan 1982.

## Revingehed
Revingehed har togs i bruk 1888 som militär mötesplats och omfattade då 20 hektar, men kom 1888 att utökas till 100 hektar. Under beredskapstiden utökades övningsfältet till 1000 hektar. Regementet som sedan 1928 var förlagt till Ystad omorganiserades 1963 till ett pansarregemente, därmed kom övningsfältet att utökas 4400 hektar och med det blev Sveriges största pansarövningsfält. Genom att Södra skånska infanteriregementet omorganiserades 1963 till pansarregementet Södra skånska regementet, förlades från utbildningsåret 1964/1965 en utbildningsbataljon till Revinge som utbildade stridsfordonsförbanden till Malmöbrigaden. År 1982 överfördes även de hjulfordonsbaserade förbanden till Revingehed och därmed var hela utbildningsbataljon vid Södra skånska regementet samlad på en plats. Kvar i Ystads garnison blev försvarsområdesstaben fram till att den avvecklades 1997. Den 28 juni 2022 invigdes en ny kasern, vilken möjliggör en utökad utbildningskontingent vid regementet. Kasernen har plats för 240 soldater, 60 kontorsplatser och över 30 sängplatser i mindre logement.

## Revingeby
I Revingeby som ligger i direkt nordväst om garnisonen ligger sedan början av 1970-talet en av civilförsvarets utbildningsanläggningar. Utbildningsanläggningen upprättades ursprungligen 1971 som Civilförsvarsstyrelsens Utbildnings- och Förrådsanläggning Revinge (CUFA Revinge) och utbildade då befäl och civilförsvarspliktigt manskap. Den 1 juli 1986 omorganiserades skolan till Räddningsverkets skola Revinge, det efter att ett antal myndigheter, bland annat Civilförsvarsstyrelsen och Statens brandnämnd sammanslogs till Statens räddningsverk (SRV). År 2003 omorganiserades skolan till CRS Revinge, då utbildningsverksamheten inom Räddningsverket organiserades inom ett särskilt centrum, Centrum för risk- och säkerhetsutbildning (CRS). År 2004 omorganiserades skolan till att heta Räddningsverket Revinge. År 2009 sammanslogs Statens räddningsverk med Krisberedskapsmyndigheten och Styrelsen för psykologiskt försvar och bildade Myndigheten för samhällsskydd och beredskap (MSB). Skolan i Revinge kom därmed få det nya namnet MSB Revinge. Under 2015 var skolan i Reveinge hotad av nedläggning på grund av ekonomiska besparingar inom MSB.